# Bernard Guetta

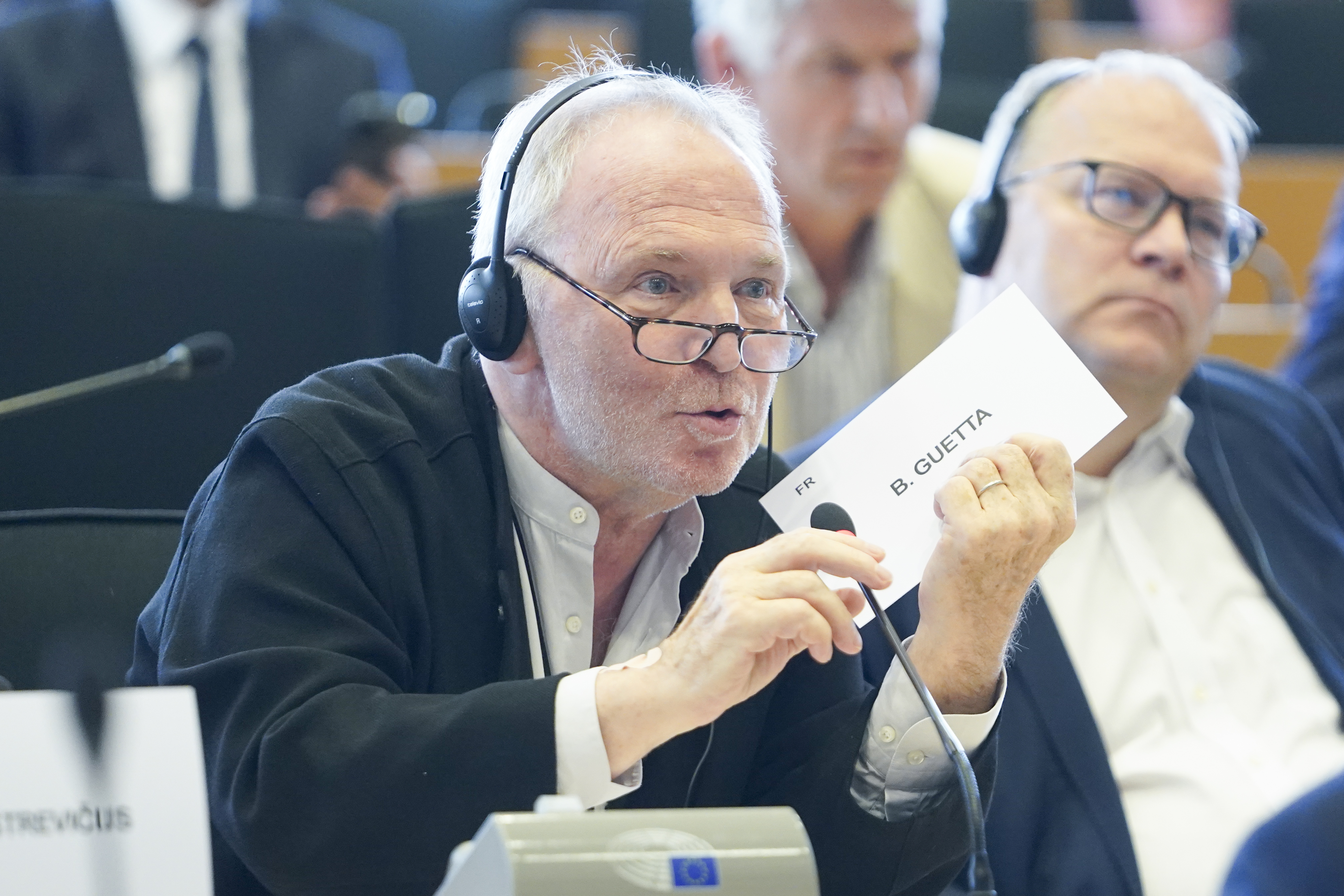
Bernard Guetta (2024)

Bernard Guetta (* 28. Januar 1951 in Boulogne-Billancourt) ist ein französischer Journalist und Politiker. Er ist seit 2019 Mitglied des Europäischen Parlaments.

## Leben
Seine Mutter Francine Bouria war während des Zweiten Weltkriegs Kurier der Résistance und schloss sich 1945 der trotzkistischen Bewegung an. Sein Vater Pierre Guetta, ein aus Marokko eingewanderter sephardischer Jude, war Soziologe, ebenfalls Trotzkist und Autor der linken Zeitschrift Socialisme ou barbarie. Bernard Guettas Schwester ist die Schauspielerin Nathalie Guetta. Der DJ David Guetta ist sein Halbbruder.
Durch sein Elternhaus wurde Guetta früh politisiert, mit 15 Jahren trat er der Französischen Liga für Menschenrechte bei. Er freundete sich mit dem gleichaltrigen Emmanuel Todd an, dessen Eltern mit seinen befreundet waren. Nach der Scheidung seiner Eltern lebte Guetta zwei Jahre bei seinen Großeltern in Casablanca. Nach Paris zurückgekehrt, besuchte er das Lycée Henri IV, wo er 1968 sein Baccalauréat (Abitur) vorbereitete. Während der Studentenproteste im Mai 1968 wurde der 17-jährige Schüler einer der Anführer des Comité d'action lycéen (CAL) und beteiligte sich an der Besetzung seiner Schule und des Lycée Fénelon. Im Herbst 1968 trat er der trotzkistischen Jeunesse communiste révolutionnaire (JCR) bei. Im Jahr darauf beteiligte er sich an der Gründung der Ligue communiste (Vorläuferin der Ligue communiste révolutionnaire, LCR) und wurde in deren Zentralkomitee gewählt.
Im September 1969 begann er eine Ausbildung an der Journalistenschule Centre de formation des journalistes (CFJ), wo er u. a. bei François Furet lernte. Anfang 1970 trennte er sich von der Ligue communiste. Er begann 1971 ein Volontariat beim Nachrichtenmagazin Le Nouvel Observateur. Nach einem Interview mit dem ehemaligen Rote-Kapelle-Kämpfer Leopold Trepper in Warschau (1973) wurde er als Redakteur beim Nouvel Obs fest angestellt. Er berichtete 1973–74 in einer Reihe von Artikeln über die Uhrenfabrik Lip in Besançon, in der die Arbeiter selbst die Geschäftsführung übernommen hatten (Autogestion).
1979 wechselte Guetta als Korrespondent für Mittel- und Osteuropa zur Tageszeitung Le Monde. Er berichtete insbesondere vom Streik der Danziger Werftarbeiter unter Führung von Lech Wałęsa und vom 1. Kongress der Gewerkschaft Solidarność in Polen. Er freundete sich mit den polnischen Bürgerrechtlern Jacek Kuroń und Bronisław Geremek an. Für seine Polen-Berichterstattung wurde er 1981 mit dem Albert-Londres-Preis ausgezeichnet. Im selben Jahr wurde er als Young Leader in die French-American Foundation aufgenommen. Von 1983 bis 1987 war er als USA-Korrespondent der Monde in Washington, D.C. stationiert. Dann ließ er sich nach Moskau versetzen, wo Michail Gorbatschow die Führung übernommen und seine Politik der Glasnost und Perestroika begonnen hatte.
Im Herbst 1990 verließ Guetta Moskau und die Monde und wechselte zum Wirtschaftsmagazin L’Expansion, für das er bis 1993 schrieb. 1996 kehrte er zum Nouvel Obs zurück, wo er bis 1999 als Herausgeber fungierte. Parallel war er von 1991 bis 2018 bei France Inter zu hören, wo er eine wöchentliche Sendung zu geopolitischen Fragen hatte. Zudem schrieb er Leitartikel für L’Express, Le Temps und La Libération. In diesen und seinen Beiträgen auf France Inter sprach er sich oft für eine vertiefte europäische Integration aus. Im Vorfeld des Referendums zur Europäischen Verfassung 2005 gehörte Guetta zu den Vertretern der „Ja“-Kampagne (die letztlich jedoch dem „Nein“ unterlag).
Als Parteiloser kandidierte Guetta zur Europawahl 2019 auf der Liste Renaissance der pro-europäischen Mitte-Parteien La République en Marche und Mouvement démocrate. Er zog in das Europäische Parlament ein, wo er in der liberalen Fraktion Renew Europe sitzt. Seither ist er Mitglied im Ausschuss für auswärtige Angelegenheiten, im Unterausschuss Menschenrechte und Delegierter im Ausschuss für parlamentarische Kooperation EU-Russland.